# Oljna barva
Oljna barva je vrsta počasi sušeče barve, ki je sestavljena iz delcev pigmenta, suspendiranih v sušilnem olju, običajno lanenem olju. Več stoletij je bilo oljno slikarstvo morda najprestižnejša oblika zahodne umetnosti, vendar ima oljna barva veliko praktičnih uporab, predvsem zato, ker je vodoodporna.
Najzgodnejši ohranjeni primeri oljne barve so bili najdeni v Aziji že v 7. stoletju našega štetja, v primerih budističnih slik v Afganistanu; tehnika morda ni bila izumljena tam. Oljne barve so prišle v Evropo v 12. stoletju in so jih uporabljali za preprosto dekoracijo, večinoma na lesu, vendar se je tam oljno slikarstvo začelo sprejemati kot umetniški medij šele v začetku 15. stoletja. Običajna sodobna uporaba oljne barve je za končno obdelavo in zaščito lesa v stavbah in izpostavljenih kovinskih konstrukcijah, kot so ladje in mostovi. Zaradi svojih vzdržljivih lastnosti in svetlečih barv je zaželena tako za notranjo kot zunanjo uporabo na lesu in kovini. Zaradi svojih lastnosti, saj se počasi sušijo, se v zadnjem času uporablja v animaciji barve na steklu. Debelina nanosa močno vpliva na čas sušenja: tanki nanosi oljne barve se razmeroma hitreje sušijo.
Viskoznost barve se lahko spremeni z dodatkom topila, kot je terpentin ali beli špirit, in lahko se doda lak za povečanje sijaja posušenega filma oljne barve. Dodatek olja ali alkidnega medija se lahko uporablja tudi za spreminjanje viskoznosti in časa sušenja oljne barve.

## Zgodovina
Tehnična zgodovina uvedbe in razvoja oljne barve ter datum uvedbe raznih dodatkov (sušila, razredčila) še vedno – kljub intenzivnim raziskavam od sredine 19. stoletja – ni dobro razumljena. Literatura je polna napačnih teorij in informacij: na splošno je vse, kar je bilo objavljeno pred letom 1952, sumljivo. Do leta 1991 ni bilo nič znanega o organskem vidiku jamskih slikarij iz paleolitika. O kemiji veziv je bilo veliko domnev. Znani nizozemsko-ameriški umetnik Willem de Kooning je znan po besedah »Meso je razlog, zakaj so izumili oljno barvo«.

### Prva zabeležena uporaba
Najstarejše znane oljne slike so budistične freske, ustvarjene ok. 650 n. št.. Dela so v jami podobnih prostorih, izklesanih v pečinah afganistanske doline Bamiyan, »z uporabo orehovega, makovega olja, lanenega olja in ricinusovega olja«. V nekaterih regijah se ta tehnika imenuje tehnika sušilnega olja.

### Klasično in srednjeveško obdobje
Čeprav so starodavne sredozemske civilizacije Grčije, Rima in [[Stari Egipt|Egipta]g uporabljale rastlinska olja, je malo dokazov, ki bi kazali na njihovo uporabo kot medijev pri slikanju. Laneno olje dejansko ni bilo uporabljeno kot medij, ker je nagnjeno k zelo počasnemu sušenju, temnenju in razpokanju, za razliko od mastike in voska (slednjega so uporabljali v enkavstičnem slikanju).
Grški pisci, kot je Aetij Amiden, so zabeležili recepte, ki vključujejo uporabo olj za sušenje, kot so orehovo, makovo, konopljino, olje pinjol, ricinusovo in laneno seme. Ko so se olja zgostila, so postala smolnata in so se lahko uporabljala kot lak za tesnjenje in zaščito slik pred vodo. Poleg tega, ko je bil olju dodan rumeni pigment, ga je bilo mogoče razmazati po kositrni foliji kot cenejša alternativa zlatim lističem.
Krščanski menihi so se zavedali teh starodavnih knjig in so tehnike uporabljali v svojih umetninah. Teofil Prezbiter, nemški menih iz 12. stoletja, je priporočal laneno olje, vendar je zagovarjal proti uporabi olivnega olja zaradi njegovega dolgega časa sušenja. Oljna barva se je v glavnem uporabljala, kot se danes, v dekoraciji hiš, kot trden vodoodporen premaz za izpostavljen les, zlasti na prostem.
V 13. stoletju so olje uporabljali za detajle slik s tempero. V 14. stoletju je Cennino Cennini opisal tehniko slikanja s tempero, prekrito s svetlimi plastmi olja. Lastnosti organskih olj, ki se počasi sušijo, so bile splošno znane zgodnjim slikarjem. Težave pri pridobivanju in obdelavi materialov pa so pomenile, da so bili le-ti redko uporabljeni (in dejansko se je počasno sušenje štelo za pomanjkljivost).

### Od renesanse naprej
Ko se je javna naklonjenost naturalizmu povečala, so hitro sušeče tempera barve postale nezadostne za doseganje zelo podrobnih in natančnih učinkov, ki jih lahko doseže olje. V zgodnjem nizozemskem slikarstvu v 15. stoletju se je pojavilo samo oljno slikanje na tablah ali oljno slikarstvo ali dela, ki združujejo tempero in oljno slikarstvo, do 16. stoletja pa je štafelajno slikanje v čistem olju postalo norma. Vasarijeva trditev, da je Jan van Eyck 'izumil' oljno sliko, čeprav je metalo dolgo senco, ni pravilna, vendar je van Eyckova uporaba oljne barve dosegla nove rezultate v smislu natančnih podrobnosti in mešanja barv mokro na mokro s spretnostjo, ki je od takrat težko enaka. Van Eyckova mešanica je morda sestavljena iz stekla, žganih kosti in mineralnih pigmentov, kuhanih v lanenem olju, dokler niso dosegli viskoznega stanja - ali pa je preprosto uporabil olja, zgoščena na soncu (rahlo oksidirana zaradi izpostavljenosti soncu).
Antonello da Messina, ki ga je izučil Flamec ali je bil pod vplivom, ki mu je Vasari napačno pripisal uvedbo oljne barve v Italijo, je očitno izboljšal formulo z dodajanjem kamna ali svinčevega (II) oksida. Nova mešanica je imela konsistenco podobno medu in boljše sušilne lastnosti (enakomerno sušenje brez razpok). Ta mešanica je bila znana kot oglio cotto - 'kuhano olje'. Leonardo da Vinci je kasneje te tehnike izboljšal tako, da je mešanico kuhal na zelo nizki temperaturi in dodal 5 do 10 % čebeljega voska, kar je preprečilo potemnenje barve. Giorgione, Tizian in Tintoretto so morda vsak spremenili ta recept za svoje namene.

### Tuba z barvo
Tubo z barvo je leta 1841 izumil portretist John Goffe Rand, ki je nadomestila prašičji mehur in steklene brizge kot glavno orodje za transport barve. Umetniki ali njihovi pomočniki so vsak pigment predhodno ročno zmleli in skrbno zmešali vezivno olje v ustreznem razmerju. Barve so se zdaj lahko proizvajale v razsutem stanju in prodajale v pločevinastih tubah z zamaškom. Pokrovček lahko privijete nazaj in barve ohranite za prihodnjo uporabo, kar zagotavlja fleksibilnost in učinkovitost pri barvanju na prostem. Izdelane barve so imele uravnoteženo konsistenco, ki jo je umetnik lahko razredčil z oljem, terpentinom ali drugimi mediji.
Barve v tubah so spremenile tudi pristop nekaterih umetnikov k slikanju. Umetnik Pierre-Auguste Renoir je rekel: »Brez tub barv ne bi bilo impresionizma«. Barve v tubah so impresionistom ponujale lahko dostopno paleto barv za njihove plenarne palete, kar jih je motiviralo k spontani barvni izbiri.

## Nosilec

### Značilnosti
Tradicionalne oljne barve zahtevajo olje, ki se vedno strdi in tvori stabilen, neprepusten film. Takšna olja se imenujejo vzročna ali sušilna olja, zanje pa je značilna visoka vsebnost večkrat nenasičenih maščobnih kislin. Eno od pogostih meril vzročne lastnosti olj je jodno število, število gramov joda, ki jih lahko absorbira sto gramov olja. Olja z jodnim številom nad 130 štejemo za sušila, tista z jodnim številom 115–130 za polsušeča, tista z jodnim številom pod 115 pa za nesušeča. Laneno olje, najbolj razširjeno sredstvo za umetniške oljne barve, je sušilno olje.
Ko so olja izpostavljena zraku, niso podvržena procesu izhlapevanja kot voda. Namesto tega se posušijo v poltrdnem stanju z oksidacijo, ki povzroči polimerizacijo. Hitrost tega procesa je lahko zelo počasna, odvisno od olja.
Prednost počasnega sušenja oljne barve je, da lahko umetnik postopoma razvija sliko. Prejšnji mediji, kot je jajčna tempera, so se hitro sušili, kar je umetniku onemogočilo spremembe ali popravke. Z barvami na oljni osnovi je bilo revidiranje sorazmerno enostavno. Pomanjkljivost je, da slika lahko dokonča mesece ali leta, kar lahko razočara zaskrbljenega pokrovitelja. Oljne barve se med seboj dobro mešajo, kar omogoča subtilne barvne variacije ter ustvarjanje številnih podrobnosti svetlobe in sence. Oljne barve lahko razredčimo s terpentinom ali drugimi redčili, kar umetniki izkoristijo za slikanje v plasteh.
Obstaja tudi druga vrsta oljne barve, ki jo je mogoče mešati z vodo, zaradi česar je čiščenje in uporaba lažja in manj strupena.

### Metode pridobivanja in predelave
Ko je olje ekstrahirano, se včasih uporabljajo dodatki, kot je Liquin, za spreminjanje njegovih kemičnih lastnosti. Na ta način lahko dosežemo, da se barva hitreje suši (če želimo) ali pa ima različne stopnje sijaja. Sodobne oljne barve imajo lahko zato zapleteno kemično strukturo; na primer vpliva na odpornost proti UV-žarkom. Postopek vključuje ročno mešanje barvnega pigmenta z lanenim oljem v drobtinasto maso na stekleni ali marmorni plošči. Nato se majhna količina naenkrat zmelje med ploščo in steklenim mullerjem (okrogel stekleni instrument z ravnim dnom in ročajem). Pigment in olje se meljeta skupaj 's potrpežljivostjo', dokler ne nastane gladka, izjemno fina pasta. To pasto nato damo v kozarce ali kovinske tube za barvo in označimo. Sodobna industrijska proizvodnja uporablja mlinske valje za mletje pigmenta in olja skupaj v pasto.

## Pigment
Barva oljne barve izhaja iz majhnih delcev barvnih pigmentov, pomešanih z nosilcem, oljem. Običajne vrste pigmentov vključujejo mineralne soli, kot so beli oksidi: cinkov oksid, titanov dioksid in rdeči do rumeni kadmijevi pigmenti. Drug razred sestavljajo vrste zemlje, med katerimi so glavne oker, siena in umbra. Spet druga skupina pigmentov izvira iz živih organizmov, kot je koren norosti. Sintetični organski in anorganski pigmenti so bili uvedeni od devetnajstega stoletja. Prednost naravnih pigmentov je, da so jih skozi stoletja uporabe dobro poznali, sintetični pa so močno razširili spekter razpoložljivih barv in mnogi imajo visoko stopnjo svetlobne obstojnosti.
Ko je bila oljna barva prvič predstavljena v umetnosti, je bil v bistvu uporabljen isti omejen obseg razpoložljivih pigmentov, ki so bili uporabljeni že v temperah: rumeni oker, umbra, svinčeno-kositrno rumena, cinober, kermes, azurit, ultramarin, zeleni, svetilka črna in svinčeno bela. Ti pigmenti so se zelo razlikovali po ceni, prosojnosti in svetlobni obstojnosti. Vključevali so anorganske in organske snovi, pri čemer so bile slednje pogosto veliko manj trajne. Slikar jih je kupoval pri specializiranih trgovcih, »kolorjih«, svojim vajencem pa je dajal, da so jih v njegovem ateljeju zmleli z oljem, da so dobili barvo želene viskoznosti.
V dobi odkritij so v Evropi postali znani novi pigmenti, večinoma organski in zemeljski, kot je indijska rumena. V o18. stoletju je razvijajoča se kemija razširila paleto pigmentov, kar je vodilo do odkritja prusko modre in kobaltno modre barve. V 19. stoletju so bili predstavljeni sintetični ultramarin, cinkovo belo, viridian, krom rumeno, kadmijeve barve, aureolin, sintetični alizarin in cerulean modra. V 20. stoletju se je začela množična proizvodnja titanove bele in nove vrste svetlobno obstojnih sintetičnih organskih pigmentov, kot so arilidno rumena, ftalocianin in kinakridon. Čeprav so imeli večinoma industrijsko uporabo, so ti pigmenti do 21. stoletja v veliki meri nadomestili tradicionalne vrste tudi v umetniških oljnih barvah.

### Toksičnost
Številni zgodovinski pigmenti so bili nevarni, številni pigmenti, ki se še vedno uporabljajo, pa so zelo strupeni. Nekateri najbolj strupeni pigmenti, kot sta pariško zelena (bakrov (II) acetoarzenit) in orpiment (arzenov trisulfid), so prenehali uporabljati.
Mnogi pigmenti so do neke mere strupeni. Običajno uporabljene rdeče in rumene barve se proizvajajo z uporabo kadmija, cinober rdeča pa uporablja naravni ali sintetični živosrebrov sulfid ali cinober. Flake white in Cremnitz white sta narejena iz osnovnega svinčevega karbonata. Nekatere intenzivne modre barve, vključno s kobaltno modro in cerulean modro, so narejene s kobaltovimi spojinami. Nekatere sorte kobaltove vijolice so narejene iz kobaltovega arzenata.